# Tachusina keyserlingii
Tachusina keyserlingii is een hooiwagen uit de familie Gonyleptidae.